# Назад до СРСР (фільм, 2010)
«Назад до СРСР» (робоча назва — «Народжений в СРСР») — російський 4-серійний фільм 2010 року. Режисер — Валерій Рожнов, виконавці головних ролей — Марат Башаров і Карина Андоленко.

## Сюжет
Успішному 34-річному бізнесменові Антону Родімову вже все набридло в цьому житті і нічого не цікавить. Від нудьги і відсутності любові він знаходить розраду в алкоголі. Його близький друг Андрій вирішує врятувати його, і в результаті Антон потрапляє на збори товариства анонімних алкоголіків, на якому він знайомиться з дивною людиною на прізвисько «Сталкер», який пропонує Антону справжню пригоду з відчуттями, яких той ніколи не відчував.
Після цього Антон чудесним чином зі свого 2010 року подорожує в минуле — в 27 квітня 1975 року. У минулому він постійно потрапляє в безглузді ситуації, йому доводиться побувати в міліції, в божевільні, на зборах місцевого райкому. Він знайомиться з чарівною дівчиною Наташею, з якою у нього починається роман. Після ланцюга різноманітних подій він врешті-решт знову опиняється в 2010 році.
Згодом виявляється, що вся його подорож до СРСР була постановкою, радянське місто було декораціями, а оточуючі його люди були акторами. Спектакль був замовлений у Сталкера товаришем Антона з метою допомогти останньому позбавитися алкоголізму і знайти себе. Але Антону вдається розшукати Наташу. З'ясовується, що хоча вона грала роль, але їх роман все ж був справжнім, вони залишаються разом.

## У ролях
| Актор               | Роль                                  |
| ------------------- | ------------------------------------- |
| Марат Башаров       | Антон Володимирович Родимов           |
| Карина Андоленко    | Наташа Смирнова                       |
| Євген Міллер        | наречений Наташі Смирнової Віктор     |
| Володимир Качан     | «Сталкер»                             |
| Олександр Макогон   | товариш Антона Андрій                 |
| Євген Понасенков    | психолог Олександр                    |
| Христина Бабушкіна  | продавчиня магазину Валентина         |
| Сергій Баталов      | батько Наташі Іван Андрійович Смирнов |
| Анатолій Узденський | перший секретар райкому КПРС          |
| Поля Полякова       | дівчина Антона «Міс Сочі»             |

## Знімальна група
- Автор сценарію і режисер-постановник — Валерій Рожнов
- Другий режисер — Анжеліка Бокоєва[3]
- Оператор-постановник — Олег Кириченко
- Художник-постановник — Уляна Рябова[4]
- Композитор — Ігор Бабаєв[2]
- Директор картини — Олена Дукаревич[5].

## Знімання
- Фільм знімали в Сокольниках, Новомосковську, Узловій та Північно-Задонську Тульської області[3]. Частина сцен знімали під Москвою, на станції Ленінській (під Домодєдово)[5] .
- За словами режисера фільму Валерія Рожнова, в Північно-Задонську ще зберігся дух соціалізму 1970-х років, попри те, що в ньому є реклама та сучасні магазини[1].
- В епізодах фільму знялися багато місцевих жителів.
- Автомобілі «Уазики», «Волги» та радянські вантажівки для зйомок сцен в 1975 році були надані тульським клубом ретро-автомобілів, крім ВАЗ-2101 «Жигулі» (такої машини в клубі не виявилося, її пригнали з Москви)[2][5] .

## Прем'єра
Прем'єра фільму відбулася на Першому каналі 10 вересня 2011 року.

## Критика
Серіал отримав негативну оцінку політичного руху «Суть часу» за зовнішнє декоративне відображення радянського минулого без показу духовних цінностей:

…демонструється тільки матеріальна оболонка 1975 року народження, а ідеї і відносини копіюються з цього.
— Федотов Микита

## Ситуація з романом Олега Уланова «АНО»
Телесеріал має загальні моменти з синопсисом роману Олега Уланова «АНО (Агентство нестандартного відпочинку)»:

Свій роман «Агентство нестандартного відпочинку» я закінчив писати 6 січня 2010 року. На початку лютого я почав розсилати його синопсис до усіх великих кінокомпаній. У тому числі в моєму списку виявилася кінокомпанія «Централ Партнершип». У них на сайті є форма зворотного зв'язку, коли ти відправляєш їм листа, а тобі ніякого підтвердження про те, що ти відправив, не приходить. У мене є доказ того, що моя книга вже була готова на початку січня, тому що я сам собі її відправив рекомендованим листом, а також є всі підтверджуючі документи. У моєму списку, за яким я відправляв синопсис, були «Леан-М» і «Перший канал», з якого мені відповіли, що матеріал цікавий, але, на жаль, вони зараз адаптують схожий американський фільм.
Я не став чекати, поки якась кінокомпанія дасть мені відмашку, а написав сценарій повного метра. Відправив його на конкурс «Особиста справа», до складу журі якого входить Сергій Балабанов. У підсумку мій сценарій «АНО» привернув увагу журі як такий, що має великий комерційний потенціал. І раптом мені дзвонить одна знайома і каже: «Олег, я хочу тебе засмутити. Подивилася новий фільм „Назад до СРСР“. Сюжет його дуже схожий на твій.» Звичайно, моїм першим бажанням було подивитися — що там.

Так, я подивився. І хочу сказати, що у фільмі дуже багато сюжетних ходів, які повторюють ходи моєї книги. Звичайно, героя відправляють не в 83-й, а в 75-х. За книгою герой звертається до «Агентства нестандартного відпочинку», а в фільмі — до «Товариства анонімних алкоголіків». І в тому, і в іншому випадку він відправляється в минуле в несвідомому стані. У мене — це пігулка. А в фільмі героя б'ють по голові пляшкою. У мене він повертається за допомогою другої пігулки. А в фільмі його б'ють по голові другою пляшкою. Загалом, дуже багато таких схожих нюансів. Звичайно, вирішити дану ситуацію може тільки суд, якщо він буде.— Уланов О. В.

## Історичні ляпи
З огляду на, що «радянська дійсність» була зрежисована спеціально для Антона, зазначені історичні неточності не є кіноляпами в прямому сенсі слова:
- Антон і Наташа в 1975 році танцюють під пісню Анни Герман «Эхо любви». Насправді цю пісню на вірші Роберта Рождественського композитор Євген Птичкін написав 1977 року для фільму «Доля».
- На портреті Леоніда Ілліча Брежнєва, що висить за спиною першого секретаря райкому КПРС, зображені чотири зірки Героя Радянського Союзу. Насправді четверта зірка Героя Радянського Союзу була вручена Брежнєву в грудні 1981 року з нагоди його 75-річчя, а в 1975 році у нього була тільки одна Зірка Героя Радянського Союзу.
- У міліцейського «УАЗика» скла на задніх дверях тоновані.
- Шкільна форма, яка показана у фільмі, була введена в 1975/76 навчальному році, який почався 1 вересня 1975 року народження, тому в квітні 1975 року її носити ніхто не міг.
- У фільмі згадується радіопередача, в якій Сєва Новгородцев узяв інтерв'ю у Фредді Мерк'юрі. Однак відомий радіоведучий виїхав з СРСР тільки в листопаді 1975 року, а його перший радіоефір відбувся лише в 1977 році[9] .
- Глобус на шафі в квартирі у героїні явно зразка XXI століття — пластикова глянсова куля, в СРСР такого бути не могло.